# Heinrich d'Autriche (1925-2014)
Pour les articles homonymes, voir Henri d'Autriche.
Heinrich d'Autriche, né à Munich, Allemagne, le 7 janvier 1925, et mort à Zurich, Suisse, le 20 mars 2014, est un archiduc d'Autriche, connu aussi comme comte von Kyrburg.

## Biographie

### Famille
Second fils et dernier des deux enfants de l'archiduc Maximilien-Eugène d'Autriche (1895-1952) et de la princesse Franziska zu Hohenlohe-Waldenburg-Schillingsfürst (1897-1989) mariés en 1917, Heinrich d'Autriche naît à Munich le 7 janvier 1925. Il a un frère aîné, l'archiduc Ferdinand (1918-2004).
Par son père, il est le neveu du dernier empereur Charles Ier de Habsbourg-Lorraine et l'arrière petit-fils du roi Georges Ier de Saxe (1832-1904) ; tandis que par sa mère, il a pour ancêtres le prince Emmanuel de Liechtenstein (1700-1771), et également Carolyne de Sayn-Wittgenstein, la compagne de Franz Liszt de 1847 à 1861.
Le 3 avril 1919, les députés autrichiens votent la loi de Habsbourg, qui exile et bannit définitivement les membres de la maison de Habsbourg-Lorraine et confisque leurs biens.
Dès lors, l'archiduc Maximilien Eugène et sa famille sont contraints à l'exil et s'installent à Munich où l'archiduchesse tient un salon à la mode réputé et ouvre une maison de couture. C'est dans cette ville qu'en 1925, elle donne le jour à un second fils : Henrich. En novembre 1933, le gouvernement de la république d'Autriche dirigé par le chancelier Engelbert Dollfuss, qui plus tôt cette année avait déclaré que le parlement s'était dissous et n'avait entrepris aucune action pour organiser des élections, autorise Maximilien et les siens à résider en Autriche.
Toutefois, le 27 avril 1945, la deuxième république d'Autriche rétablit les lois républicaines valables avant le régime dictatorial et confirme dès lors la validité de la loi de Habsbourg exilant les membres de la famille impériale. Après la Seconde Guerre mondiale, les parents de l'archiduc Heinrich s'installent ensuite en France. L'archiduc Maximilien Eugène meurt à Nice le 19 janvier 1952.
L'archiduc Heinrich est directeur de banque et représentant à Zurich d'une société américaine où il est connu comme Heinrich comte von Kyrburg.

### Mariage et descendance
Le 23 septembre 1961, l'archiduc Heinrich épouse civilement à Lippborg près Beckum, Westphalie, puis religieusement à Münster, le 17 octobre suivant, la comtesse Ludmilla von Galen (née au château d'Assen, Beckum, le 20 juin 1939), fille du comte Bernhard von Galen auf Assen (1907-2002), camérier secret du pape, et de la comtesse Maria Sophie Kinsky von Wchinitz und Tettau (1909-1992),.
Ils deviennent parents de quatre enfants, :
- Philipp d'Autriche (né à Zurich, le 16 octobre 1962), épouse à Maria Plain, près de Salzbourg, le 11 février 2006 Mayasuni Heath (née en 1979), dont une fille : Amaya Anna née en 2011 ;

- Marie-Christine d'Autriche (née à Zurich, le 14 mars 1964), épouse à Salzbourg le 15 février 1996 Clemens Guggenberg von Riedhofen (né en 1962), dont deux filles : 1) Anna Livia (1997) et 2) Sophie (2001) ;

- Ferdinand d'Autriche (né à Zurich, le 28 mai 1965), épouse civilement à Berlin-Zehlendorf le 20 mai 1999 et religieusement à Potsdam le 22 mai suivant, Katharina comtesse von Hardenberg (née en 1968), dont trois enfants : 1) Jakob Maximilian (2002), 2) Paulina (2004) et 3) Lara Sophie (2007) ;

- Conrad d'Autriche (né à Zurich, le 11 septembre 1971), épouse à Anif, Autriche, le 10 décembre 2005 Ashmita Goswami, dont une fille : Leonie née en 2011.

### Mort
L'archiduc Heinrich d'Autriche meurt, après une longue maladie, le 20 mars 2014, à l'âge de 89 ans à Zurich. Il est inhumé au cimetière d'Anif.

## Honneur
Heinrich d'Autriche est :
- 1266e chevalier de l'ordre de la Toison d'or d'Autriche (1955) ;
- Bailli grand-croix d'honneur et de dévotion de l'ordre souverain de Malte.

## Ascendance
|  |                                                        |  |  |  |  |  |  |  |  |  |  |  |  |
|  | 8. Charles-Louis d'Autriche                            |  |  |  |  |  |  |  |  |  |  |  |  |
|  |                                                        |  |  |  |  |  |  |  |  |  |  |  |  |
|  |                                                        |  |  |  |  |  |  |  |  |  |  |  |  |
|  | 4. Otto de Habsbourg-Lorraine                          |  |  |  |  |  |  |  |  |  |  |  |  |
|  |                                                        |  |  |  |  |  |  |  |  |  |  |  |  |
|  |                                                        |  |  |  |  |  |  |  |  |  |  |  |  |
|  | 9. Marie-Annonciade de Bourbon-Siciles                 |  |  |  |  |  |  |  |  |  |  |  |  |
|  |                                                        |  |  |  |  |  |  |  |  |  |  |  |  |
|  |                                                        |  |  |  |  |  |  |  |  |  |  |  |  |
|  | 2. Maximilien-Eugène d'Autriche                        |  |  |  |  |  |  |  |  |  |  |  |  |
|  |                                                        |  |  |  |  |  |  |  |  |  |  |  |  |
|  |                                                        |  |  |  |  |  |  |  |  |  |  |  |  |
|  | 10. Georges Ier de Saxe                                |  |  |  |  |  |  |  |  |  |  |  |  |
|  |                                                        |  |  |  |  |  |  |  |  |  |  |  |  |
|  |                                                        |  |  |  |  |  |  |  |  |  |  |  |  |
|  | 5. Marie-Josèphe de Saxe                               |  |  |  |  |  |  |  |  |  |  |  |  |
|  |                                                        |  |  |  |  |  |  |  |  |  |  |  |  |
|  |                                                        |  |  |  |  |  |  |  |  |  |  |  |  |
|  | 11. Marie-Anne de Portugal                             |  |  |  |  |  |  |  |  |  |  |  |  |
|  |                                                        |  |  |  |  |  |  |  |  |  |  |  |  |
|  |                                                        |  |  |  |  |  |  |  |  |  |  |  |  |
|  | 1. Heinrich d'Autriche                                 |  |  |  |  |  |  |  |  |  |  |  |  |
|  |                                                        |  |  |  |  |  |  |  |  |  |  |  |  |
|  |                                                        |  |  |  |  |  |  |  |  |  |  |  |  |
|  | 12. Konstantin zu Hohenlohe-Waldenburg-Schillingsfürst |  |  |  |  |  |  |  |  |  |  |  |  |
|  |                                                        |  |  |  |  |  |  |  |  |  |  |  |  |
|  |                                                        |  |  |  |  |  |  |  |  |  |  |  |  |
|  | 6. Conrad de Hohenlohe-Waldenbourg-Schillingsfürst     |  |  |  |  |  |  |  |  |  |  |  |  |
|  |                                                        |  |  |  |  |  |  |  |  |  |  |  |  |
|  |                                                        |  |  |  |  |  |  |  |  |  |  |  |  |
|  | 13. Marie-Antoinette zu Sayn-Wittgenstein-Berleburg    |  |  |  |  |  |  |  |  |  |  |  |  |
|  |                                                        |  |  |  |  |  |  |  |  |  |  |  |  |
|  |                                                        |  |  |  |  |  |  |  |  |  |  |  |  |
|  | 3. Franziska zu Hohenlohe-Waldenburg-Schillingsfürst   |  |  |  |  |  |  |  |  |  |  |  |  |
|  |                                                        |  |  |  |  |  |  |  |  |  |  |  |  |
|  |                                                        |  |  |  |  |  |  |  |  |  |  |  |  |
|  | 14. Erwein Friedrich Karl von Schönborn-Buchheim       |  |  |  |  |  |  |  |  |  |  |  |  |
|  |                                                        |  |  |  |  |  |  |  |  |  |  |  |  |
|  |                                                        |  |  |  |  |  |  |  |  |  |  |  |  |
|  | 7. Franziska von Schönborn-Buchheim                    |  |  |  |  |  |  |  |  |  |  |  |  |
|  |                                                        |  |  |  |  |  |  |  |  |  |  |  |  |
|  |                                                        |  |  |  |  |  |  |  |  |  |  |  |  |
|  | 15. Franziska von Trauttmansdorff-Weinsberg            |  |  |  |  |  |  |  |  |  |  |  |  |
|  |                                                        |  |  |  |  |  |  |  |  |  |  |  |  |
|  |                                                        |  |  |  |  |  |  |  |  |  |  |  |  |